# 云抗10号
云抗10号，是研发自中国云南省农业科学院茶叶研究所的一种茶叶品种、中国国家级良种。

## 介绍
云抗10号为无性繁殖系、乔木型、大叶类的茶树品种。1973年至1985年，云南省农业科学院茶叶研究所从勐海县南糯山群体中采用单株育种法育成，植株高大，叶片呈稍上斜状着生，长椭圆形。之后在云南省西双版纳、普洱、临沧、保山等地有大面积栽培；之后在四川、贵州等省有引种。1987年，全国农作物品种审定委员会认定云抗10号为国家品种（编号GS13020-1987）。适制红茶，有兰花芳香。云抗10号选育研究，荣获1996年云南省科技进步二等奖。